# Operation Jachin

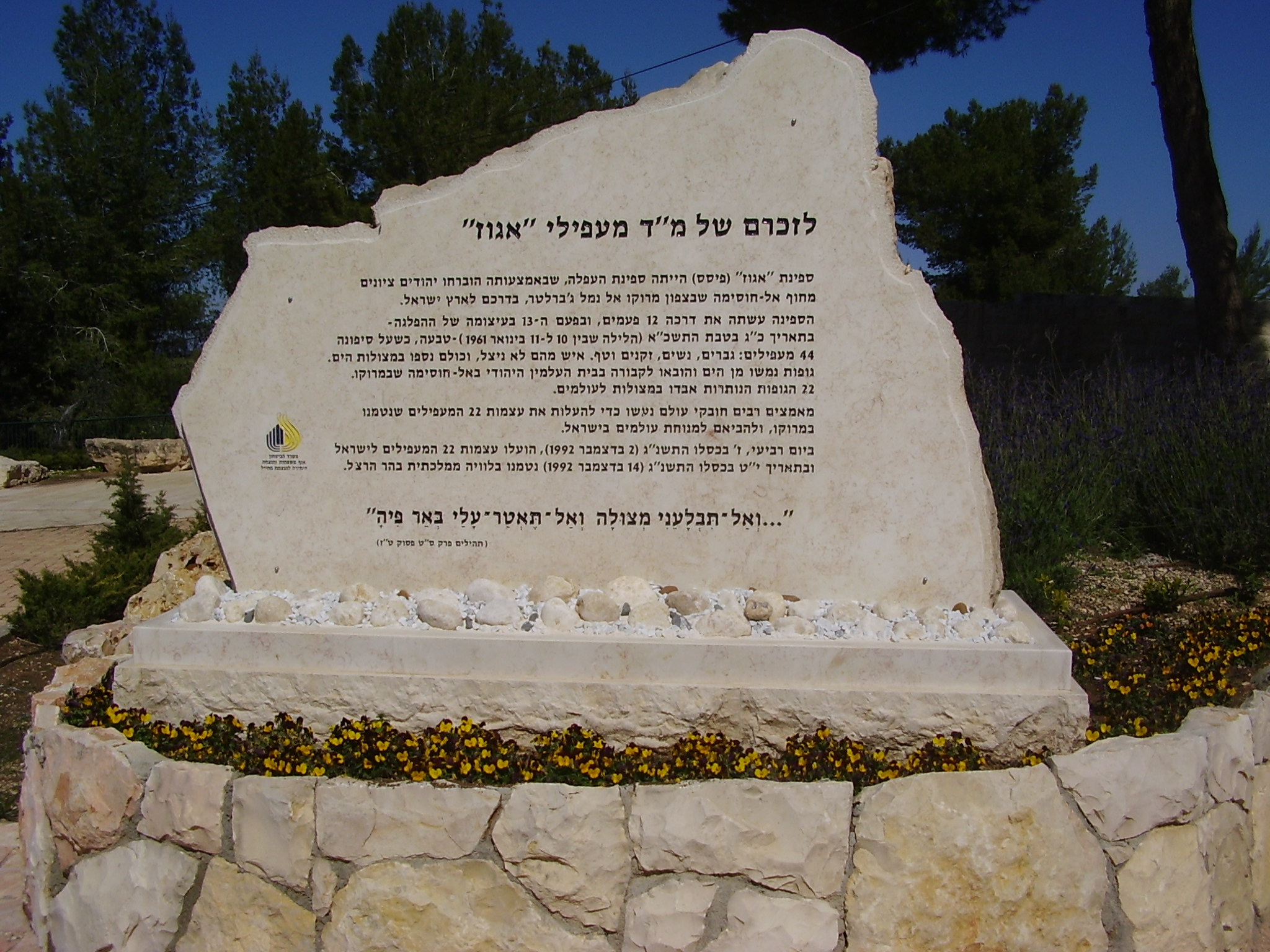
Erinnerung an das Unglück des Schiffes Egos

Die Operation Jachin war eine Operation des Mossad, wobei Zehntausende von marokkanischen Juden vom November 1961 bis zum Frühling 1964 nach Israel gebracht wurden.

## Geschichte
Die Geheimaktion wurde auch aufgrund der Schiffskatastrophe vom 10. Januar 1961, bei der das Schiff Egos mit 44 jüdischen Flüchtlingen an der Nordküste Marokkos gesunken war, als diese versucht hatten, das Land eigenständig zu verlassen, ins Leben gerufen. Über 80.000 Juden verließen Marokko im Flugzeug oder zu Schiff von Casablanca und Tanger über Frankreich und Italien nach Israel.
Die Operation wurde nach der rechten Säule des Jerusalemer Tempels „Jachin“ benannt, was bedeutet: „Ich (Gott) werde aufstehen!“ oder „Ich werde aufrichten!“
Zu den Flüchtlingen gehört unter anderem der spätere israelische Minister für Dienstleistungen zur Religionsausübung Jakob Margi.